# Godfried III van Leuven

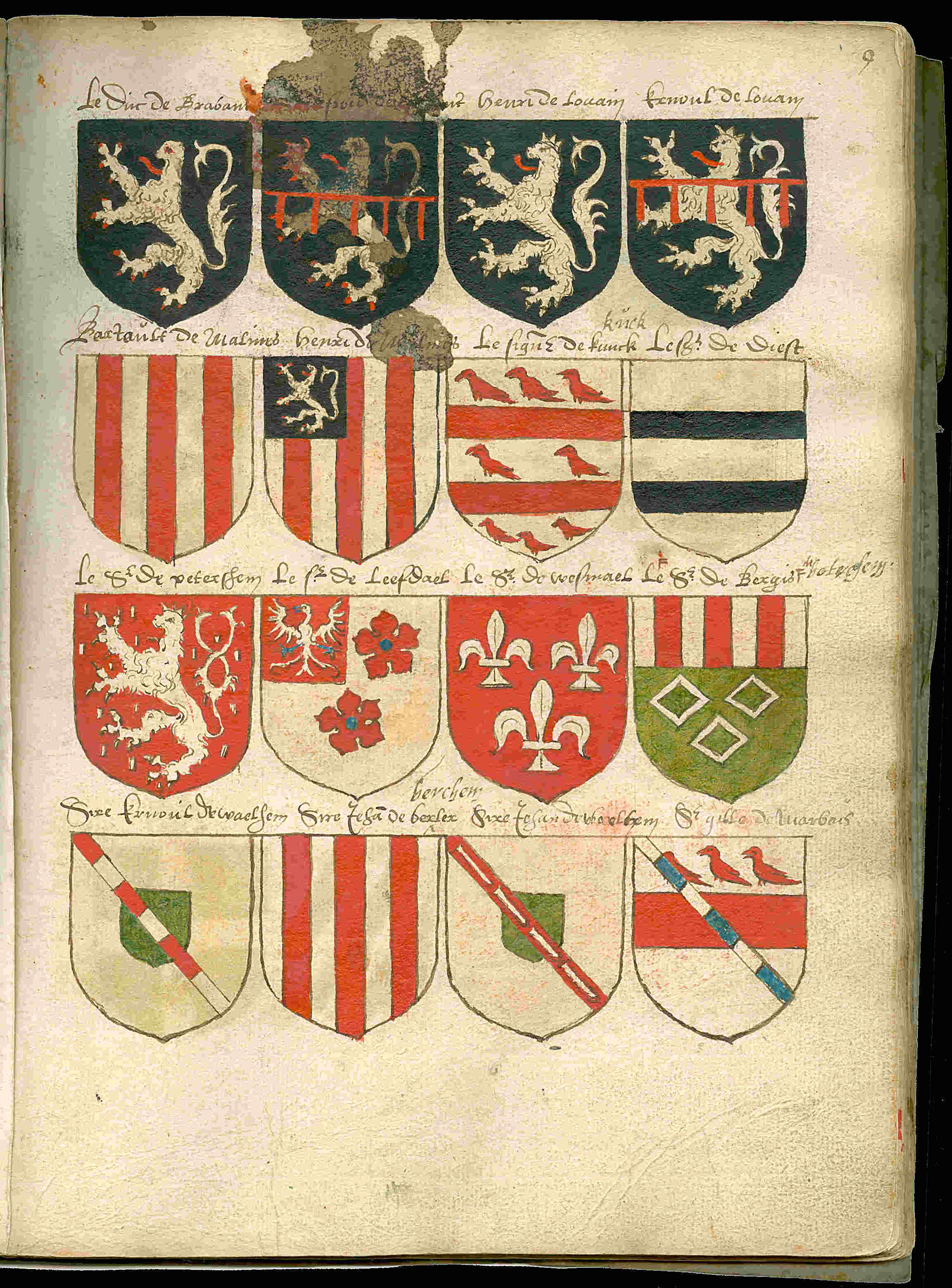
Wapenschild van Godfried van Brabant op het Wapenboek Beyeren

Godfried III, bijgenaamd de Moedige en de Hertog in de Wieg (ca. 1140 — 21 augustus 1190) was van 1142 tot aan zijn dood in 1190 landgraaf van Brabant, graaf van Leuven, markgraaf van Antwerpen en voogd van Gembloers, Nijvel en Affligem. Tevens was hij hertog van Neder-Lotharingen (als Godfried VII).

## Levensloop
Godfried volgde zijn vader Godfried II van Leuven op zeer jonge leeftijd op (vanwaar de bijnaam Dux in cunis, "de hertog in de wieg"), onder regentschap van zijn moeder Lutgardis van Sulzbach. Voor het geslacht Berthout was dit aanleiding om meer onafhankelijkheid te zoeken (Grimbergse Oorlogen). In 1147 was Godfried in Aken aanwezig bij de kroning van Hendrik Berengarius tot medekoning van Duitsland. In 1153 bezocht hij het keizerlijke hof.
Godfried trouwde in 1155 met Margaretha van Limburg om het langdurige conflict van zijn vader en grootvader met het Huis van Limburg te beëindigen. In 1159 liet hij de motte van Grimbergen afbranden en beëindigde daarmee een periode van twintig jaar opstand door het Huis Berthout. Hij verwierf het voogdijschap van Tongerlo en de graafschappen Aarschot (vóór 1179), Geldenaken (1184) en Duras (1189). Op rijksniveau steunde Godfried keizer Frederik I van Hohenstaufen met troepen voor zijn Italiaanse campagnes. Verder hield hij zich vooral bezig met het versterken van zijn rol als hertog van Neder-Lotharingen. Zo steunde hij in 1166 de Vlaamse expeditie tegen Floris III van Holland die inbreuk had gemaakt op de Vlaamse rechten. In 1172 moest hij echter een gevoelige nederlaag incasseren tegen Boudewijn V van Henegouwen. Godfried bevorderde de ontwikkeling van steden en gaf stadsrechten aan 's-Hertogenbosch.
Van 1182 tot 1184 bezocht Godfried Jeruzalem. Hij onderscheidde zich bij de verdediging van de stad tegen Saladin (1183/1184). Als eerbetoon daarvoor werd Godfrieds zoon, Hendrik I van Brabant, door keizer Frederik I in het landgraafschap Brabant tot hertog verheven. Godfried en Margaretha zijn begraven in de Sint-Pieterskerk (Leuven).
Godfried en Margaretha kregen de volgende kinderen:
- Hendrik I van Brabant, opvolger van zijn vader
- Albert van Leuven, bisschop van Luik en heilige

Na de dood van Margaretha in 1172, hertrouwde Godfried in 1180 met Imagina van Loon. Zij kregen de volgende kinderen:
- Willem (ovl. na 1 augustus 1224), heer van Perwijs en Ruisbroek (Vlaams-Brabant). Gehuwd met Maria van Orbais, ze kregen zeven kinderen.
- Godfried (ovl. ca. 1225), trok in 1196 naar Engeland en trouwde met 1199 met Alice van Hastings, weduwe van Ralph van Cornhill en erfdochter van Robert van Hastings en Mathilde van Flamville. Godfried bezat het kasteel van Eye (Suffolk) en had bezittingen bij Eye, in Buckinghamshire en in Essex (graafschap). Het Engelse geslacht de Lovaine stamt van hem af.

Na zijn dood trad zijn weduwe Imagina in het klooster. Zij werd nog vóór 1203 abdis van de abdij van Munsterbilzen.

Detail wapenschild

## Voorouders
| Voorouders van Godfried III van Leuven | Voorouders van Godfried III van Leuven                                           | Voorouders van Godfried III van Leuven                                           | Voorouders van Godfried III van Leuven                                           | Voorouders van Godfried III van Leuven                                           | Voorouders van Godfried III van Leuven                                           | Voorouders van Godfried III van Leuven                                           | Voorouders van Godfried III van Leuven                                           | Voorouders van Godfried III van Leuven                                           |
| -------------------------------------- | -------------------------------------------------------------------------------- | -------------------------------------------------------------------------------- | -------------------------------------------------------------------------------- | -------------------------------------------------------------------------------- | -------------------------------------------------------------------------------- | -------------------------------------------------------------------------------- | -------------------------------------------------------------------------------- | -------------------------------------------------------------------------------- |
| Overgrootouders                        | Hendrik II van Leuven (ca. 1020-1078) ∞ Adela van Teisterbant (ca. 1040-+/-1086) | Hendrik II van Leuven (ca. 1020-1078) ∞ Adela van Teisterbant (ca. 1040-+/-1086) | Otto II van Chiny (1065-1131) ∞ Adelheid van Namen (1112/15-1169)                | Otto II van Chiny (1065-1131) ∞ Adelheid van Namen (1112/15-1169)                | ? (-) ∞ ? (–)                                                                    | ? (-) ∞ ? (–)                                                                    | Kuno van Lechsgemünd (1030-1094) ∞ Mathilde van Achalm (1040-1092)               | Kuno van Lechsgemünd (1030-1094) ∞ Mathilde van Achalm (1040-1092)               |
| Grootouders                            | Godfried I van Leuven (1063-1139) ∞ 1099 Ida van Chiny (ca. 1078–1117)           | Godfried I van Leuven (1063-1139) ∞ 1099 Ida van Chiny (ca. 1078–1117)           | Godfried I van Leuven (1063-1139) ∞ 1099 Ida van Chiny (ca. 1078–1117)           | Godfried I van Leuven (1063-1139) ∞ 1099 Ida van Chiny (ca. 1078–1117)           | Berengarius II van Sulzbach (1080-1125) ∞ Adelheid van Wolfratshausen (-)        | Berengarius II van Sulzbach (1080-1125) ∞ Adelheid van Wolfratshausen (-)        | Berengarius II van Sulzbach (1080-1125) ∞ Adelheid van Wolfratshausen (-)        | Berengarius II van Sulzbach (1080-1125) ∞ Adelheid van Wolfratshausen (-)        |
| Ouders                                 | Godfried II van Leuven (1105-1142) ∞ 1139 Lutgardis van Sulzbach (ca. 1109-1163) | Godfried II van Leuven (1105-1142) ∞ 1139 Lutgardis van Sulzbach (ca. 1109-1163) | Godfried II van Leuven (1105-1142) ∞ 1139 Lutgardis van Sulzbach (ca. 1109-1163) | Godfried II van Leuven (1105-1142) ∞ 1139 Lutgardis van Sulzbach (ca. 1109-1163) | Godfried II van Leuven (1105-1142) ∞ 1139 Lutgardis van Sulzbach (ca. 1109-1163) | Godfried II van Leuven (1105-1142) ∞ 1139 Lutgardis van Sulzbach (ca. 1109-1163) | Godfried II van Leuven (1105-1142) ∞ 1139 Lutgardis van Sulzbach (ca. 1109-1163) | Godfried II van Leuven (1105-1142) ∞ 1139 Lutgardis van Sulzbach (ca. 1109-1163) |
| Godfried III van Leuven (1140-1190)    |                                                                                  |                                                                                  |                                                                                  |                                                                                  |                                                                                  |                                                                                  |                                                                                  |                                                                                  |

- Gemeinsame Normdatei: 137524463
- Virtual International Authority File: 81704084